# Ashley (Dacota do Norte)
Ashley é uma cidade localizada no estado norte-americano de Dacota do Norte, no Condado de McIntosh.

## Demografia
Segundo o censo norte-americano de 2000, a sua população era de 882 habitantes. 
Em 2006, foi estimada uma população de 775, um decréscimo de 107 (-12.1%).

## Geografia
De acordo com o United States Census Bureau tem uma área de 1,6 km², dos quais 1,6 km² cobertos por terra e 0,0 km² cobertos por água.

## Localidades na vizinhança
O diagrama seguinte representa as localidades num raio de 36 km ao redor de Ashley. 